# Michael Mayr
Michael Mayr (Adlwang, 10 aprile 1864 – Waldneukirchen, 21 maggio 1922) è stato un politico austriaco, cancelliere federale dal 1920 al 1921.

## Biografia
Michael Mayr è nato ad Adlwang nell'Alta Austria nel 1864. Membro del partito cristiano-sociale stato deputato alla Dieta del Tirolo e al Reichsrat. Nel 1919 è stato sottosegretario per la riforma della costituzione nel governo di Karl Renner. A seguito della crisi del governo Renner lo stesso Michael Mayr divenne capo della cancelleria di stato e il suo esecutivo preparò la bozza di costituzione e la portò in Parlamento. Nel 1920 il suo partito vinse le elezioni e Mayr divento cancelliere federale. Si dimise nel 1921 e morì ad Waldneukirchen l'anno successivo.